# Copa Espírito Santo de Futebol de 2010
A Copa Espírito Santo de 2010 é um torneio de futebol que foi realizado pela Federação de Futebol do Estado do Espírito Santo (FES) entre 21 de agosto e 13 de novembro de 2010 e teve por objetivo principal, indicar o segundo representante capixaba à Copa do Brasil de 2011, sendo que o primeiro, o Rio Branco-ES, classificou-se sendo campeão capixaba de 2010.
O campeão foi o Vitória que, como venceu a edição de 2009, sagrou-se bicampeão da competição e, portanto, é o segundo representante capixaba na Copa do Brasil de 2011.

## Formato
Na primeira fase, as dez equipes, divididas em dois grupos com 5 equipes cada, jogam em turno e returno, todos contra todos dentro do próprio grupo. Na fase seguinte, as quatro melhores de cada grupo disputam as quartas-de-final, em cruzamento olímpico entre os grupos (o 1º de um grupo enfrenta o 4º do outro e, assim, sucessivamente) em jogos de ida e volta. Os vencedores avançam às semifinais e depois às finais, disputadas também em jogos de ida e volta.

### Critérios de desempate
Os critério de desempate serão aplicados na seguinte ordem:
1. Maior número de vitórias
2. Maior saldo de gols
3. Maior número de gols pró (marcados)
4. Confronto direto
5. Menor número no somatório de cartões vermelhos (3 pontos cada) e cartões amarelos (1 ponto cada)
6. Sorteio

## Equipes participantes
| Equipe             | Cidade       | Em 2009        | Estádio                    | Capacidade |
| ------------------ | ------------ | -------------- | -------------------------- | ---------- |
| CTE Colatina       | Colatina     | Não participou | Justiniano de Melo e Silva | 4 000      |
| Grêmio Laranjeiras | Serra        | 3º             | AM Laranjeiras             | —          |
| Jaguaré            | Jaguaré      | Não participou | Conilon                    | 5 000      |
| Linhares           | Linhares     | Não participou | Joaquim Calmon             | 1 100      |
| Pinheiros-ES       | Pinheiros    | Não participou | João Soares                | —          |
| Real Noroeste      | Águia Branca | Não participou | José Olímpio da Rocha      | 4 000      |
| Rio Branco-ES      | Vitória      | Vice-campeão   | Ninho da Águia             | 2 400      |
| Serra              | Serra        | 5º             | Robertão                   | 3 000      |
| Vilavelhense       | Vila Velha   | Não participou | Engenheiro Araripe         | 13 410     |
| Vitória-ES         | Vitória      | Campeão        | Ninho da Águia             | 2 400      |

## Primeira fase

### Grupo A

#### Classificação
| Pos. | Equipe        | Pts | J | V | E | D | GP | GC | SG  |
| ---- | ------------- | --- | - | - | - | - | -- | -- | --- |
| 1    | Linhares      | 18  | 8 | 5 | 3 | 0 | 10 | 4  | 6   |
| 2    | Real Noroeste | 11  | 8 | 3 | 2 | 3 | 13 | 8  | 5   |
| 3    | CTE Colatina  | 11  | 8 | 2 | 5 | 1 | 13 | 11 | 2   |
| 4    | Jaguaré       | 6   | 8 | 0 | 6 | 2 | 5  | 7  | -2  |
| 5    | Pinheiros-ES  | 2   | 8 | 1 | 2 | 5 | 10 | 21 | -11 |

### Grupo B

#### Classificação
| Pos. | Equipe             | Pts | J | V | E | D | GP | GC | SG  |
| ---- | ------------------ | --- | - | - | - | - | -- | -- | --- |
| 1    | Serra              | 13  | 6 | 4 | 1 | 1 | 9  | 6  | 3   |
| 2    | Vitória-ES         | 12  | 6 | 4 | 0 | 2 | 12 | 6  | 6   |
| 3    | Rio Branco-ES      | 8   | 6 | 2 | 2 | 2 | 6  | 4  | 2   |
| 4    | Grêmio Laranjeiras | 1   | 6 | 0 | 1 | 5 | 5  | 16 | -11 |

## Fase final
|  | Quartas-de-final   | Quartas-de-final | Quartas-de-final | Quartas-de-final |   |               | Semifinais                    | Semifinais                    | Semifinais                    | Semifinais                    |  |         | Final                          | Final                          | Final                          | Final                          |  |  |
|  |                    |                  |                  |                  |   |               | 23 de outubro a 30 de outubro | 23 de outubro a 30 de outubro | 23 de outubro a 30 de outubro | 23 de outubro a 30 de outubro |  |         | 6 de novembro e 13 de novembro | 6 de novembro e 13 de novembro | 6 de novembro e 13 de novembro | 6 de novembro e 13 de novembro |  |  |
|  |                    |                  |                  |                  |   |               |                               |                               |                               |                               |  |         |                                |                                |                                |                                |  |  |
|  | Linhares           | 0                | 3                | 3                |   |               |                               |                               |                               |                               |  |         |                                |                                |                                |                                |  |  |
|  | Grêmio Laranjeiras | 1                | 1                | 2                |   |               |                               |                               |                               |                               |  |         |                                |                                |                                |                                |  |  |
|  | Grêmio Laranjeiras | 1                | 1                | 2                |   | Linhares      | 0                             | 1                             | 1                             |                               |  |         |                                |                                |                                |                                |  |  |
|  |                    |                  |                  |                  |   | Linhares      | 0                             | 1                             | 1                             |                               |  |         |                                |                                |                                |                                |  |  |
|  |                    | Vitória          | 3                | 1                | 4 |               |                               |                               |                               |                               |  |         |                                |                                |                                |                                |  |  |
|  | Vitória            | Vitória          | 3                | 1                | 4 | 1             | 5                             | 6                             |                               |                               |  |         |                                |                                |                                |                                |  |  |
|  | Vitória            |                  |                  |                  |   | 1             | 5                             | 6                             |                               |                               |  |         |                                |                                |                                |                                |  |  |
|  | CTE Colatina       | 1                | 0                | 1                |   |               |                               |                               |                               |                               |  |         |                                |                                |                                |                                |  |  |
|  | CTE Colatina       | 1                | 0                | 1                |   |               |                               |                               |                               |                               |  | Vitória | 0                              | 2                              | 2                              |                                |  |  |
|  |                    |                  |                  |                  |   |               |                               |                               |                               |                               |  | Vitória | 0                              | 2                              | 2                              |                                |  |  |
|  |                    | Real Noroeste    | 1                | 0                | 1 |               |                               |                               |                               |                               |  |         |                                |                                |                                |                                |  |  |
|  | Serra              | Real Noroeste    | 1                | 0                | 1 | 1             | 1                             | 2                             |                               |                               |  |         |                                |                                |                                |                                |  |  |
|  | Serra              |                  |                  |                  |   | 1             | 1                             | 2                             |                               |                               |  |         |                                |                                |                                |                                |  |  |
|  | Jaguaré            | 1                | 3                | 4                |   |               |                               |                               |                               |                               |  |         |                                |                                |                                |                                |  |  |
|  | Jaguaré            | 1                | 3                | 4                |   | Real Noroeste | 0                             | 4                             | 4                             |                               |  |         |                                |                                |                                |                                |  |  |
|  |                    |                  |                  |                  |   | Real Noroeste | 0                             | 4                             | 4                             |                               |  |         |                                |                                |                                |                                |  |  |
|  |                    | Jaguaré          | 0                | 2                | 2 |               |                               |                               |                               |                               |  |         |                                |                                |                                |                                |  |  |
|  | Real Noroeste      | Jaguaré          | 0                | 2                | 2 | 1             | 1                             | 2                             |                               |                               |  |         |                                |                                |                                |                                |  |  |
|  | Real Noroeste      |                  |                  |                  |   | 1             | 1                             | 2                             |                               |                               |  |         |                                |                                |                                |                                |  |  |
|  | Rio Branco         | 1                | 1                | 2                |   |               |                               |                               |                               |                               |  |         |                                |                                |                                |                                |  |  |

## Premiação
| Copa Espírito Santo de 2010   |
| Vitória                       |
| ----------------------------- |
| VITÓRIA Bicampeão (2° título) |

## Artilharia
10 gols (1)
- Vitinho (Vitória)